# トルソー

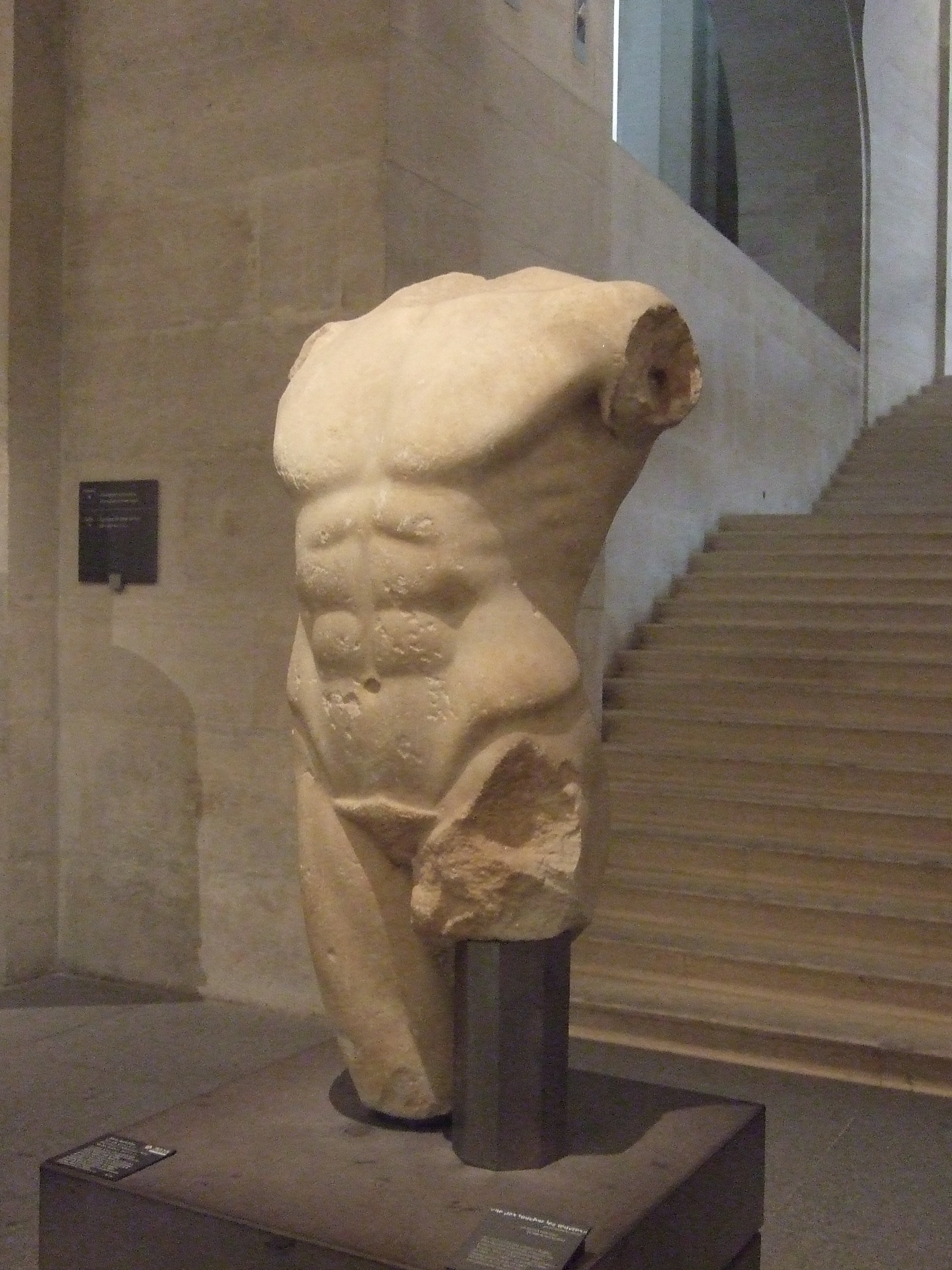
トルソ（ルーブル美術館）

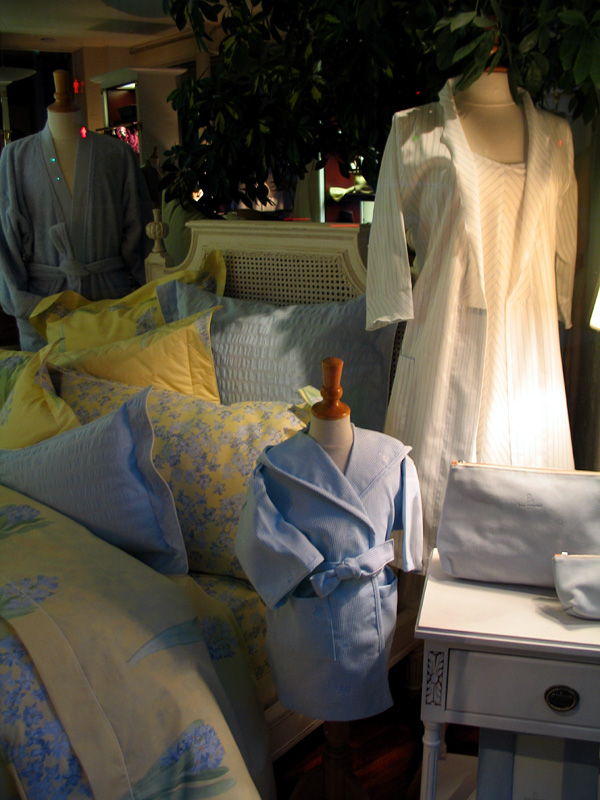
服飾販売店のトルソー

トルソ（伊: torso）は、人間の頭部・両腕・両脚、すなわち五体を除いた胴体部分のこと。「木の幹」や「胴体」を意味するイタリア語に由来する。トルソーとも言う。

## 芸術分野
日本では胴体部分のみを造形した彫刻を指すことが多い。

### 有名なトルソの例

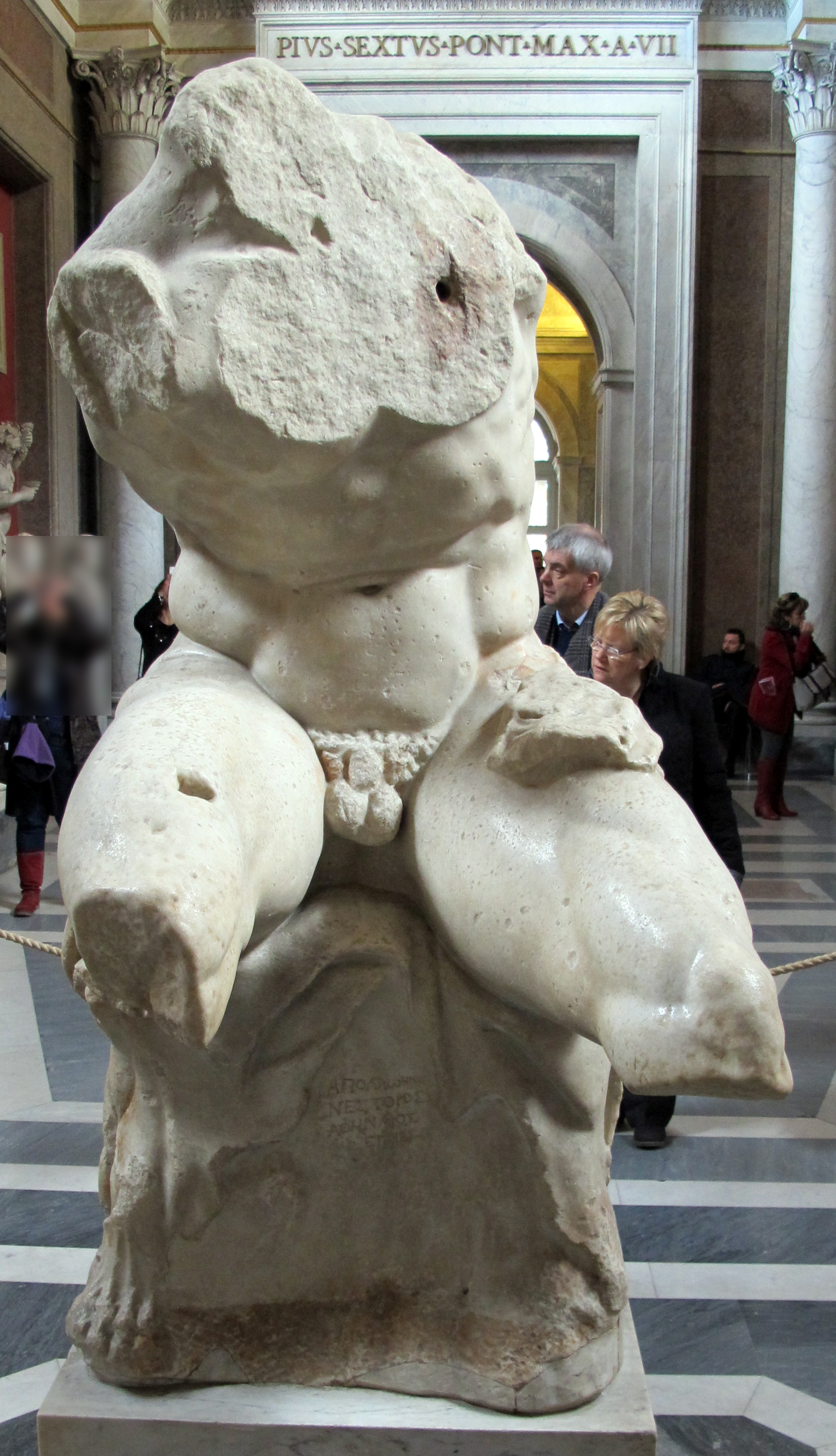
『ベルヴェデーレのトルソ』 ピオ・クレメンティーノ美術館(バチカン美術館)
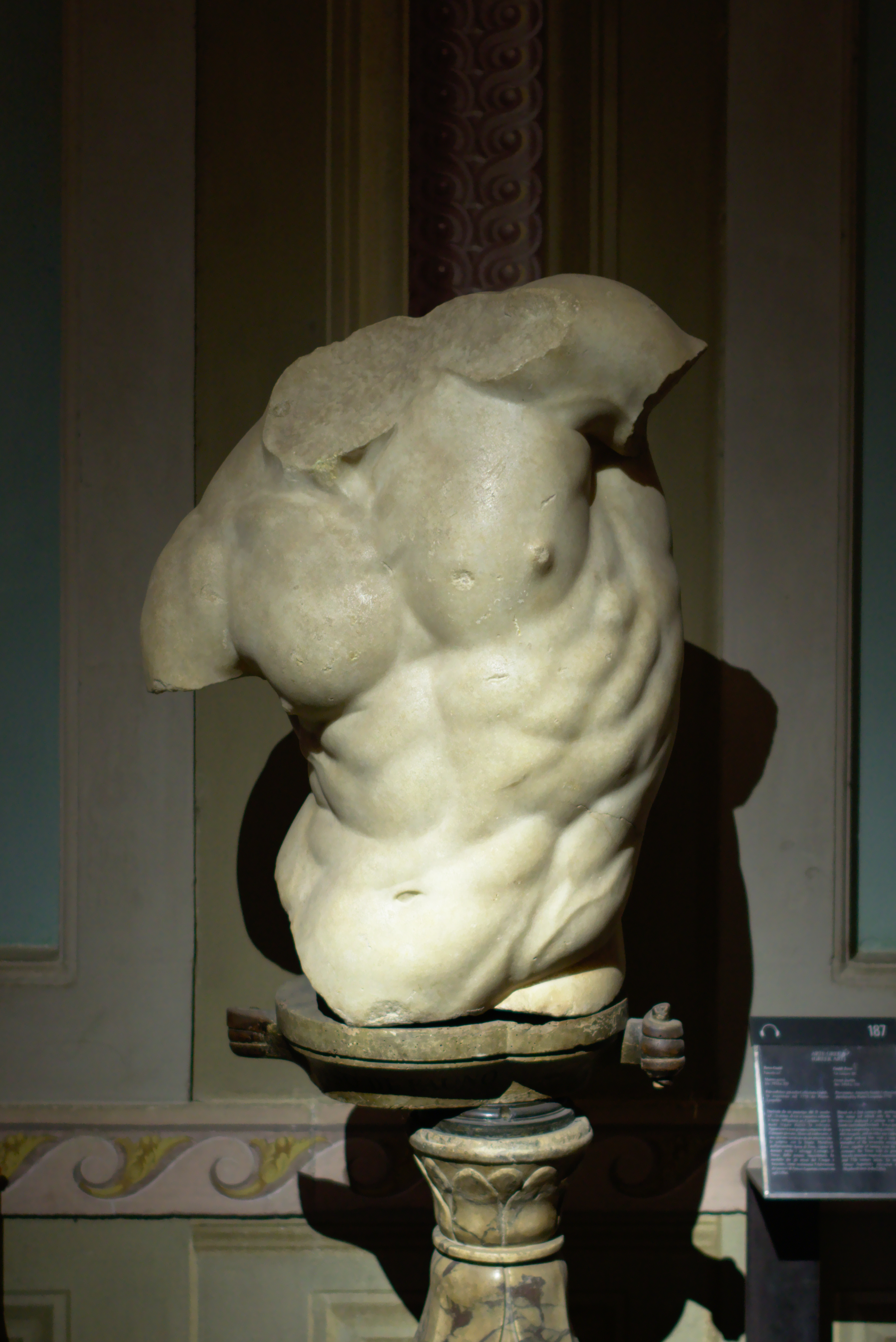
『ガッディのトルソ』 ウフィツィ美術館

また、衣服やファッションの陳列に用いるマネキン人形の一種で、胴体部分だけのものを指して言うことも多い。

## 陸上競技
陸上競技のトラック競技では、人間の頭部・腕・足・脚を除いた胴体部分がフィニッシュラインを通過したときが「ゴール」になる、というルールになっているが、その「胴体部分」を指す用語として用いられる。